# Moutiers-sous-Chantemerle
Moutiers-sous-Chantemerle és un municipi francès situat al departament de Deux-Sèvres i a la regió de la Nova Aquitània. L'any 2007 tenia 619 habitants.

## Demografia

### Població
El 2007 la població de fet de Moutiers-sous-Chantemerle era de 619 persones. Hi havia 268 famílies de les quals 76 eren unipersonals (52 homes vivint sols i 24 dones vivint soles), 108 parelles sense fills, 80 parelles amb fills i 4 famílies monoparentals amb fills.
La població ha evolucionat segons el següent gràfic:
Habitants censats

### Habitatges
El 2007 hi havia 369 habitatges, 270 eren l'habitatge principal de la família, 88 eren segones residències i 10 estaven desocupats. 307 eren cases i 61 eren apartaments. Dels 270 habitatges principals, 213 estaven ocupats pels seus propietaris, 51 estaven llogats i ocupats pels llogaters i 6 estaven cedits a títol gratuït; 1 tenia una cambra, 10 en tenien dues, 28 en tenien tres, 65 en tenien quatre i 166 en tenien cinc o més. 216 habitatges disposaven pel capbaix d'una plaça de pàrquing. A 140 habitatges hi havia un automòbil i a 116 n'hi havia dos o més.

### Piràmide de població
La piràmide de població per edats i sexe el 2009 era:
| Homes | Edats   | Dones |
| ----- | ------- | ----- |
| 0     | 95 o +  | 0     |
| 0     | 90 a 94 | 0     |
| 12    | 85 a 89 | 8     |
| 0     | 80 a 84 | 16    |
| 12    | 75 a 79 | 28    |
| 24    | 70 a 74 | 12    |
| 20    | 65 a 69 | 24    |
| 20    | 60 a 64 | 20    |
| 8     | 55 a 59 | 12    |
| 8     | 50 a 54 | 16    |
| 20    | 45 a 49 | 8     |
| 20    | 40 a 44 | 16    |
| 40    | 35 a 39 | 24    |
| 28    | 30 a 34 | 40    |
| 20    | 25 a 29 | 16    |
| 8     | 20 a 24 | 0     |
| 32    | 15 a 19 | 16    |
| 52    | 10 a 14 | 32    |
| 28    | 5 a 9   | 16    |
| 4     | 0 a 4   | 24    |

## Economia
El 2007 la població en edat de treballar era de 372 persones, 272 eren actives i 100 eren inactives. De les 272 persones actives 258 estaven ocupades (149 homes i 109 dones) i 14 estaven aturades (3 homes i 11 dones). De les 100 persones inactives 50 estaven jubilades, 26 estaven estudiant i 24 estaven classificades com a «altres inactius».

### Ingressos
El 2009 a Moutiers-sous-Chantemerle hi havia 270 unitats fiscals que integraven 637 persones, la mediana anual d'ingressos fiscals per persona era de 14.193 €.

### Activitats econòmiques
Dels 23 establiments que hi havia el 2007, 1 era d'una empresa alimentària, 7 d'empreses de construcció, 3 d'empreses de comerç i reparació d'automòbils, 6 d'empreses d'hostatgeria i restauració, 2 d'empreses de serveis, 1 d'una entitat de l'administració pública i 3 d'empreses classificades com a «altres activitats de serveis».
Dels 10 establiments de servei als particulars que hi havia el 2009, 1 era un taller de reparació d'automòbils i de material agrícola, 3 paletes, 1 guixaire pintor, 2 fusteries, 1 lampisteria i 2 restaurants.
Dels 2 establiments comercials que hi havia el 2009, 1 era una fleca i 1 una botiga de material esportiu.
L'any 2000 a Moutiers-sous-Chantemerle hi havia 54 explotacions agrícoles que ocupaven un total de 1.806 hectàrees.

## Equipaments sanitaris i escolars
El 2009 hi havia una escola elemental integrada dins d'un grup escolar amb les comunes properes formant una escola dispersa.

## Poblacions més properes
El següent diagrama mostra les poblacions més properes.